# Peix pinya
El peix pinya (Cleidopus gloriamaris), és una espècie de peix dins la família dels monocèntrids, i és l'única espècie dins del seu gènere. Té unes escates que formen una mena d'armadura que cobreixen el seu cos i té un parell d'òrgans bioluminiscents que recorden les llums de navegació dels vaixells. El seu epítet específic prové del llatí gloria i maris, que significa "glòria del mar".

## Distribució i hàbitat
El peix pinya és originari de les aigües costaneres de Queensland, Nova Gal·les del Sud, i Austràlia Occidental. Es troba a fondàries d'entre 6 a 200 m en esculls coral·lins i llocs a recer.

## Descripció

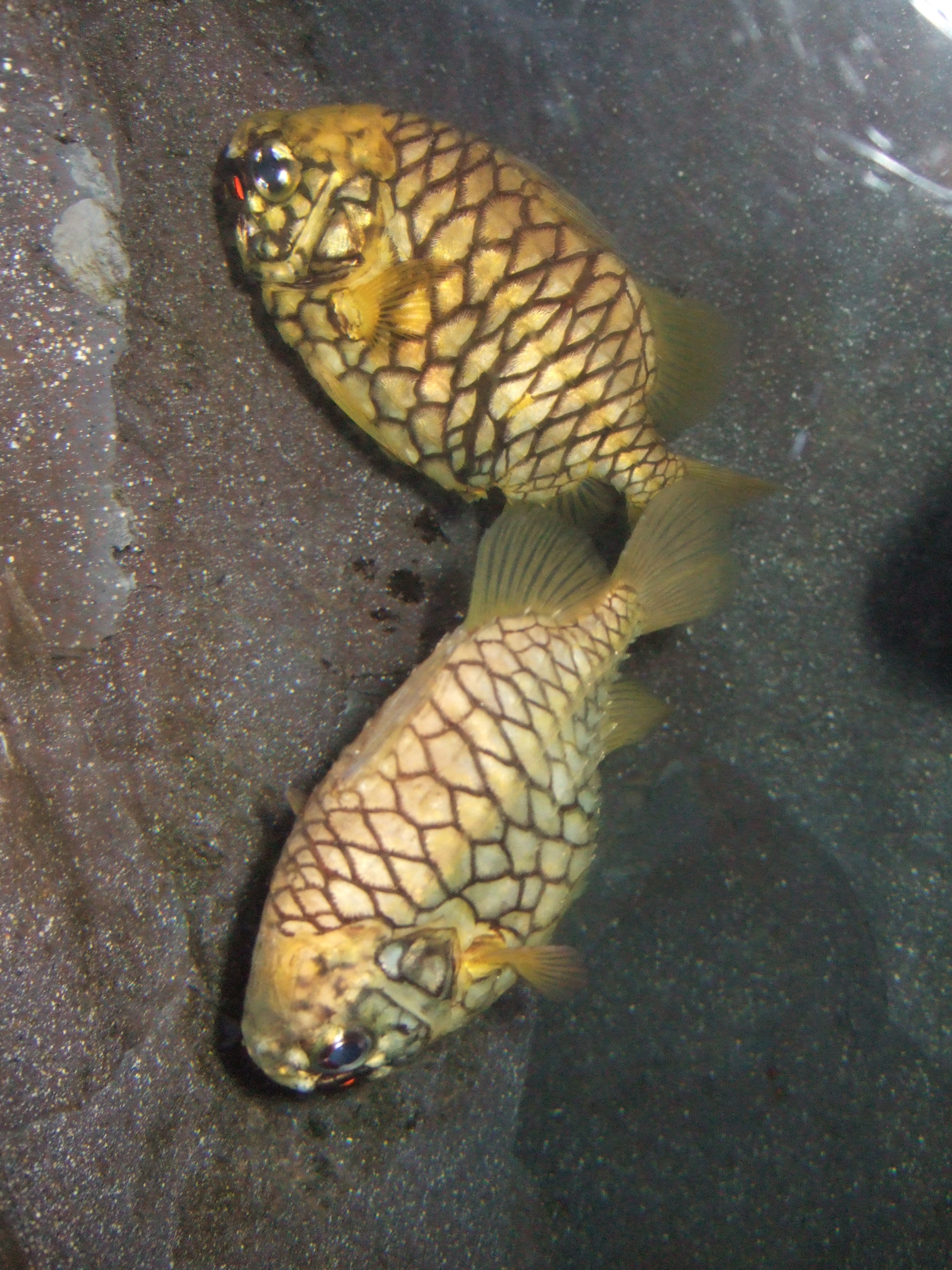
Dos peixos pinya a l'Aquari de Sydney.

El peix pinya creix fins a fer 22 cm de llarg. Té un cos arrodonit gairebé completament cobert per grans i bastes escates amb espines agudes. El cap és gran amb punts de mucositat envoltats per crestes i està blindat per ossos pesats. El morro és camús i en sobresurt l'ampla boca. Les dents són petites i primes. Hi ha dues cavitats que contenen bacteris bioluminescents en la mandíbula inferior que queden ocultes quan tanca la boca. Aquest fotòfor és verd en els peixos joves i esdevé més vermell quan es fa gran. La primera aleta consta de 5 a 7 espines fortes. La segona aleta dorsal consta de 12 línies fines. Cadascuna de les aletes pelvianes consta d'una enorme espina, quasi tan llarga com el cap, i de tres a quatre raigs rudimentaris. L'espina pelviana pot quedar bloquejada erecta en angle recte amb el cos. L'aleta anal consta d'11 a 12 línies i la pectoral de 14 a 15.